# Palazzo Numai
Palazzo Numai, auch Palazzo Numai Orselli Foschi in Erinnerung an die Adelsfamilien, die dort einst wohnten, ist ein Palast aus dem 14. oder 15. Jahrhundert im historischen Zentrum von Forlì in der italienischen Region Emilia-Romagna. Er liegt in der Via Pedriali 12.

## Geschichte
Der Palast wurde Ende des 14. oder Anfang des 15. Jahrhunderts für die Familie Numai gebaut und in den nachfolgenden Jahrhunderten wesentlich verändert.
In den größeren Sälen des Erdgeschosses mit Regenschirmdecken sind die Embleme von Alessandro Numai, dem Bruder von Luffo Numai und von 1470 bis 1483 Bischof von Forlì und vom Enkel Pino, Doktor und Bürgermeister von Brescia im Jahre 1506, abgebildet.

## Beschreibung
Das rautenförmige Renaissanceportal, das aus der strengen Fassade in Terrakotta heraussticht, stammt aus dem Beginn des 16. Jahrhunderts. Der untere Teil der Fassade ist durch die für das Mittelalter typische Anschrägung gekennzeichnet. Im Erdgeschoss gibt es neben einem italienischen Garten einen Innenhof aus dem 15. Jahrhundert mit Vorhallen auf drei Seiten, die durch Steinsäulchen mit korinthischen Kapitellen gebildet werden, die Giacomo Bianchi und Cristoforo Bezzi zugeschrieben werden. Sechs der neun Kapitelle zeigen das Wappen der Numais. Im Innenhof sind auch Spuren der vorhergehenden Vorhalle aus dem 14. Jahrhundert zu erkennen, die in der Folge von Restaurierungsarbeiten ans Licht gekommen sind.
1707 wurde nach dem Besitzübergang an die Familie Orselli im ersten Obergeschoss ein breiter Salon eingerichtet, in dessen Gewölbe es ein ovales Gemälde gibt, auf dem Juno abgebildet ist. Es wurde von Federico Bencovich, einem Schüler Ciganis, gemalt.
Im 20. Jahrhundert bemalte Francesco Olivucci im Erdgeschoss das Zimmer, das für die Unterbringung des Studios des neuen Eigentümers der Immobilie gedacht war, in Tempera.

## Museum
Im Palazzo Numai ist das Museo Ornitologico „Ferrante Foschi“ (dt.: Vogelkundliches Museum „Ferrante Foschi“) untergebracht.